# 佐藤忠之
佐藤 忠之（さとう ただゆき、1957年（昭和32年） - ）は、日本の武道（合気道・柔道）家。早稲田大学講師・早稲田大学合気道部師範・日本合気道協会理事兼師範。

## 来歴
静岡県浜松市出身。8歳より父、佐藤五八郎（講道館八段・早稲田大学柔道部出身）の主宰する浜松養神館道場で柔道を学びはじめる。父五八郎の柔道は、創始者・嘉納治五郎推奨の伝統を受け継いだ柔道で、現代の競技柔道とは異質の柔らかな柔道であった。 
父の死後、中学1年時に、養神館を訪れた父の友人である富木謙治（柔道八段・合気道八段）と邂逅、初めて柔道に「離隔態勢の技」（今日の「富木合気道」）が在ることを知り、その基礎の手解きを受けた。 
その後、柔道修行のため郷里を離れ天理高校に入学し、父の柔道とは異なる近代型競技柔道に親しむ。卒業後、早稲田大学に進学し、富木謙治のすすめで柔道部には籍を置かず、合気道部に入部、富木とその高弟・大庭英雄に師事し、専門的に合気道を学び、選手として活躍。四年次には主将をつとめた。 
2005年から早稲田大学エクステンションセンターで合気道の指導を担当し、翌年より同大学競技スポーツセンター講師またスポーツ科学部講師として「合気道」及び「柔術技法論」を指導・講義し、今に至っている。 
現在、早稲田大学合気道部師範、日本合気道協会理事兼師範、志道館、気帥館、陵霄會、凌江會、静岡大学スポーツ合気道部、西日本合気道競技連盟の師範を兼務する一方、警察大学校では逮捕術科講師として、また国際武道院では日本柔術部の特別講師をつとめている。

## 著作
- 『富木謙治の合気道』（BABジャパン 2008年（平成20年）7月 ISBN 978-4-86220-337-3） 志々田文明と共著